# Józef Ignacy Kraszewski
Józef Ignacy Kraszewski (28 de julio de 1812-19 de marzo de 1887) fue un escritor y novelista polaco.

## Obra
Fue un escritor prolífico, con una obra de más de 200 novelas. Es conocido por su serie épica sobre la Historia de Polonia, que consta de 23 novelas en 79 partes.
Kraszewski es considerado uno de los novelistas más importantes de la Historia de Polonia.

## Adaptaciones cinematográficas
- La novela La Condesa Cosel fue adaptada al cine por Jerzy Antczak en 1968. Trata sobre los amores del Rey de Polonia Augusto II el Fuerte y la Condesa Cosel.
- La novela El maestro Twardowski (1840), fue adaptada al cine, bajo el título La historia del maestro Twardowski, por Krzysztof Gradowski en 1995. Basada en la tradición polaca, trata sobre un sabio, que vendió su alma al diablo.
- Stara Baśń (Antiguo relato, 1876), la primera novela de la serie sobre la Historia de Polonia, fue adaptada al cine, bajo el título Antiguo relato. De cuando el Sol era un dios por Jerzy Hoffman en el 2003. Basada en la tradición polaca, trata sobre la leyenda del rey Popielo, quien fue devorado por las ratas.